# María Pía de Sajonia-Coburgo Braganza
María Pía de Sajonia-Coburgo Gotha y Braganza (Lisboa, 13 de marzo de 1907 - Verona, 6 de mayo de 1995) fue una escritora y periodista portuguesa. También fue conocida como Su Alteza Real Doña María Pía de Sajonia-Coburgo Gotha y Braganza, nombre con el cual reclamó el trono de Portugal, con la denominación de María III; reivindicó la posesión del título nobiliario de duquesa de Braganza y, sostenida en el texto de las Cortes de Lamego, defendió ser la legítima reina de Portugal, tales pretensiones basadas en ser supuesta hija natural del penúltimo rey portugués, Carlos I. También fue conocida por el uso de su seudónimo literario Hilda de Toledano.

## Nacimiento y bautismo
María Pía de Sajonia-Coburgo Gotha y Braganza nació al 13 de marzo de 1907 en la Avenida da Liberdade, parroquia del Corazón de Jesús, en Lisboa, Portugal, presuntamente hija de una relación adúltera entre el rey Carlos I de Portugal, entonces casado con la princesa francesa Amelia de Orleans, y María Amelia Laredó y Murça, natural de Cametá, Estado de Pará, en el Brasil, y esta, según certificado de bautismo con sede en Madrid de María Pía de Braganza, hija de Armando Mauricio Laredó y Laredó y de María Amelia Murça Berhen.

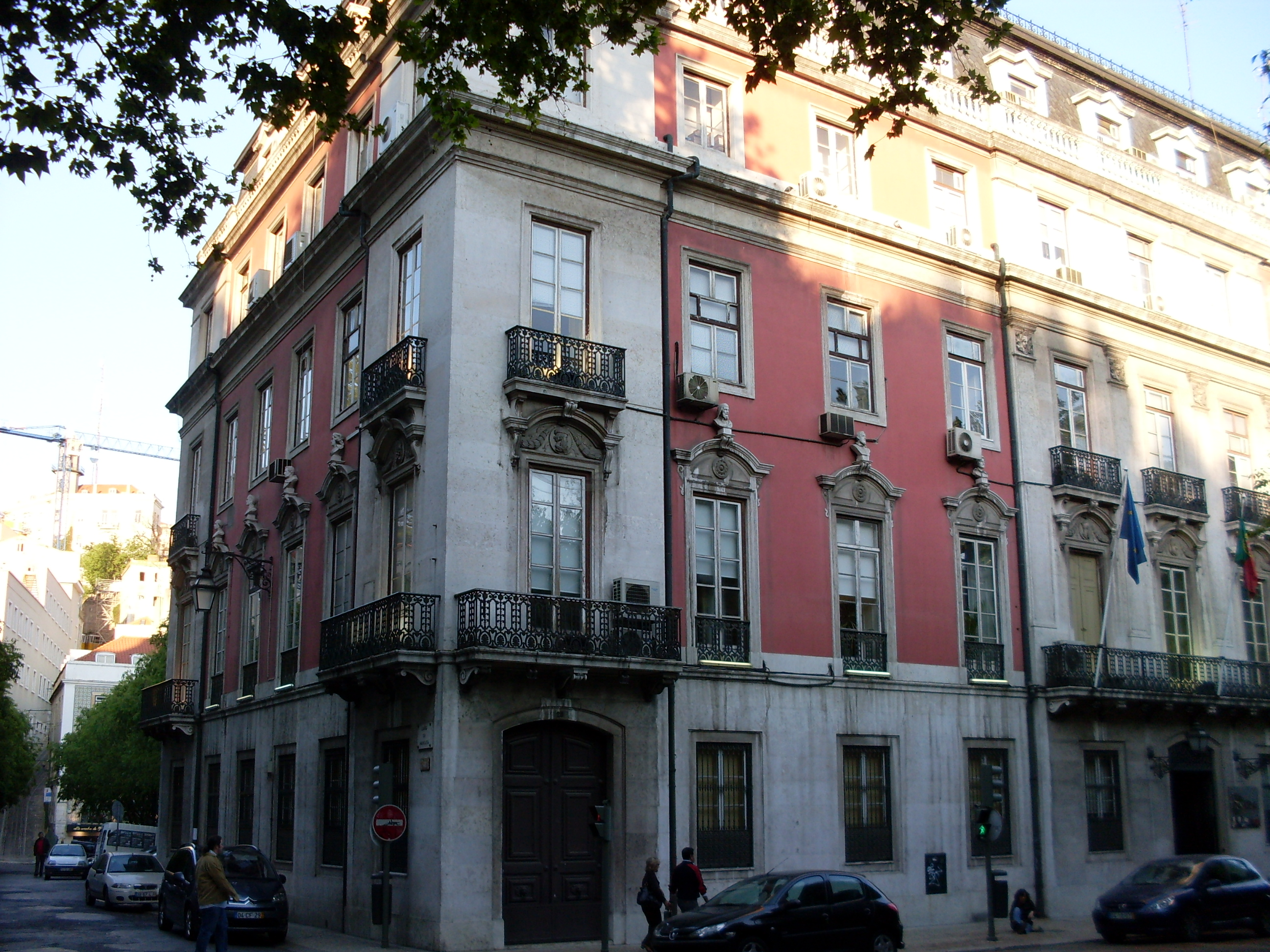
El n.º 26 de la Avenida da Liberdade, en la parroquia del Corazón de Jesús, en Lisboa, donde nació María Pía de Braganza.

María Pía de Braganza afirmó que, al ser hija bastarda, fue llevada, por razones comprensibles, aún no tenía un mes de edad, a la capital española, y luego bautizada el 15 de abril de 1907, en la parroquia del Carmen y San Luis, en la diócesis de Madrid-Alcalá. Su registro bautismal incluye presuntamente una copia de una carta de reconocimiento, supuestamente escrita y firmada por el propio rey Carlos I de Portugal, y fechada en el 14 de marzo de 1907. En esta carta el monarca la reconocía como su hija, "con el fin de ser llamada con mi nombre y disfrutar desde hoy en adelante d'este nombre con los honores, privilegios, prominencias o obligaciones de los Infantes de la Casa de Braganza de Portugal". El original de este documento se habrá guardado en los archivos del rey Alfonso XIII de España.
Este registro del bautismo fue supuestamente archivado en la iglesia de San Fermín de los Navarros, construida en 1884 y que se incendió durante la revuelta popular del 19 de julio de 1936, al inicio de la guerra civil española. Los registros parroquiales originales han desaparecido para siempre, pero fueron reconstruidos poco a poco gracias a los certificados almacenados por las partes interesadas y por sus familias. En 1939, el vicario general de la diócesis de Madrid-Alcalá emitió un certificado de bautismo de María Pía de Braganza con la información proporcionada en ese momento por Antonio Goicoechea y Cusculluela, un miembro del Parlamento español, y por el gobernador del Banco de España, quienes supuestamente estuvieron presentes durante el bautismo. El acto del bautismo fue también asistido por Alfonso de Braganza, duque de Oporto, tío de la niña, y por el ministro plenipotenciario, el conde de Monteverde, que había sido escogido por el rey Carlos I para ser el padrino de la niña. El hecho de que este registro de bautismo no contiene una declaración formal del padre de la niña al conde de Monteverde constituye la prueba, según el Supremo Tribunal, de la falta de pertinencia de dicho asiento. Esta partida de bautismo fue utilizada continuamente como prueba por María Pía de Braganza para reclamar sus derechos como hija del monarca portugués.

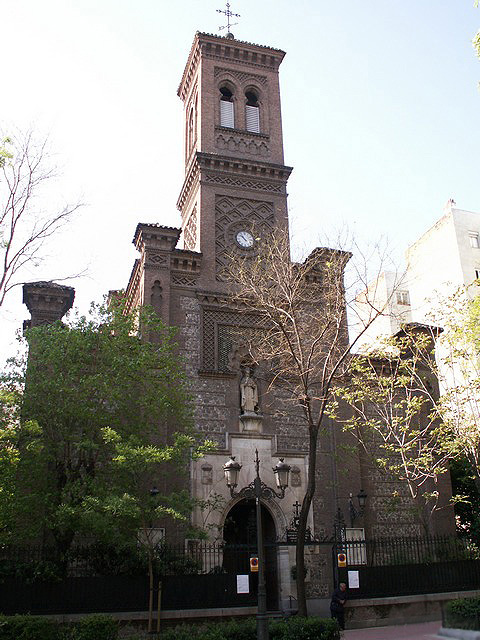
La iglesia de San Fermín de los Navarros (estilo neomudéjar) en Madrid, donde fue bautizada María Pía de Sajonia-Coburgo Braganza.

Dicha partida fue registrada en el libro de nacimientos del 6.º Registro Civil de Lisboa el 23 de abril de 1975, sin embargo fue retirada posteriormente al considerarse no auténtico el reconocimiento de la licencia del rey Carlos I.

## Matrimonio y descendientes
El 16 de junio de 1925, con tan solo dieciocho años, contrajo matrimonio con Francisco Javier Bilbao y Batista, un cubano de Camagüey proveniente de familias ricas y veinte años mayor que ella. Dado que Francisco estaba divorciado, su matrimonio con María Pía fue de naturaleza civil y tuvo lugar en una embajada en París. María Pía de Braganza vivió pocos años con Francesco Bilbao y Batista en Cuba y regresó a España. Francesco Bilbao murió el 15 de noviembre de 1935, en su casa de Camagüey. Fruto del matrimonio nació:
- Fátima Francisca Xaviera Iris Bilbao de Sajonia-Coburgo Gotha y Braganza (Madrid, 16 de noviembre de 1932 – Lisboa, 13 de septiembre de 1982), que decidió retirarse a un convento.[10]

Para escapar a la guerra civil española, María Pía de Braganza se mudó con su primera hija a Roma. En 1939, el día en que comenzó la Segunda Guerra Mundial, se casó con el coronel Giuseppe Blais (Subiaco, 11 de junio de 1891-Verona, 1 de abril de 1983), un distinguido oficial de los carabinieri. Los oficiales de los carabineros tenían prohibido casarse con extranjeros, por lo que el matrimonio se celebró en la clandestinidad y solo fue registrado civilmente al 5 de agosto de 1946 cuando la guerra terminó y el coronel Blais fue promovido a general. Fruto de la unión nació:
- María da Gloria Cristina Amelia Valeria Antonia Blais de Sajonia-Coburgo Gotha y Braganza (n. 28 de julio de 1946), casada con el escultor español Miguel Ortiz Berrocal (1933-2006) con quien tuvo dos hijos: Carlos Miguel de Sajonia-Coburgo (n. 1976) y Beltrán José de Sajonia-Coburgo (n. 1978).

El general Blais murió en 1983. En 1985, María Pia de Braganza contrajo matrimonio por tercera vez, esta vez con el portugués António João da Costa Amado-Noivo (28 de enero de 1952-29 de diciembre de 1996).

## Carrera literaria
Al início de los años 30, María Pía de Sajonia-Coburgo Gotha y Braganza comenzó su carrera periodística en Madrid, con especial éxito cuando fue a La Habana para entrevistarse con el dictador Fulgencio Batista. Ella tuvo una serie de artículos publicados en dos diarios españoles: Blanco y Negro y ABC. También fue, según su propio relato, como periodista corresponsal al Marruecos español, después de haber estado involucrada en varias aventuras.
En 1937, María Pia de Braganza escribió su primer libro La hora de Alfonso XIII, publicado en La Habana, Cuba, por UCAR - García y Compañía. Esta obra, escrita en español y publicada bajo el seudónimo de Hilda de Toledano, es una defensa del rey Alfonso XIII de España, quien se encontraba en el exilio en ese momento.
En 1954, María Pía de Braganza escribió Un beso y nada más: confidencia consciente de una pecadora inconsciente, publicado en Madrid, España, por la Editorial Plenitud. Esta obra también fue escrita en español y publicada bajo el seudónimo de Hilda de Toledano. Es una novela, pero se inspira principalmente en ciertos incidentes en la vida de la propia autora.
En 1957, María Pía de Braganza escribió Mémoires d'une Infante vivante (Memorias de una Infanta viviente), publicada en París, Francia, por Del Duca. Esta obra, escrita en francés y publicada bajo el nombre de Maria Pia de Saxe-Cobourg Bragance es una autobiografía. Esto marca el primer intento de María Pía de Sajonia-Coburgo Gotha y Braganza por recibir el reconocimiento público general de que ella era la hija bastarda del rey Carlos I de Portugal. En el libro, sin embargo, María Pía de Braganza no hizo ningún reclamo a sus derechos dinásticos. En cambio, María Pía de Braganza sugirió que la legítima heredera al trono portugués debería ser la princesa Isabel de Orleans, la hija mayor de Enrique, conde de París, e Isabel de Orleans y Braganza, princesa del Brasil.

## Reclamación activa del trono de Portugal

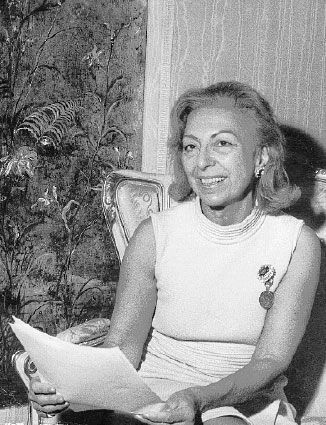
María Pía de Braganza en un discurso ante los portugueses.

Durante varias décadas, María Pia de Braganza afirmó ser una hija bastarda del rey Carlos I de Portugal y haber sido reconocido por el propio rey como una hija legitimada, pero que esto le habría dado todos los honores, privilegios, prerrogativas, obligaciones y los derechos debidos a los Iinfantes legítimos de Portugal, justo en el tratamiento de Su Alteza Real y el título de infanta. Sin embargo, no lo hizo, hasta 1957, cualquier reclamación en cuanto a ser la legítima reina de Portugal, sucediendo al rey Manuel II, el hijo del rey Carlos I (y se supone que medio hermano de María Pía de Braganza), que murió sin hijos en 1932.
El 15 de julio de 1957, un grupo de monárquicos portugueses, liderados por João da Costa do Cabedo, hizo una petición a María Pía de Sajonia-Coburgo Gotha y Braganza, pidiéndole que hiciese la reclamación del trono de Portugal.
En 1958, pasó por Portugal, donde fue recibida por el presidente de la República Portuguesa, Francisco Craveiro Lopes. El presidente del Consejo de Ministros de Portugal, António de Oliveira Salazar, sin embargo, se negó a reunirse con ella. En las elecciones presidenciales de ese año María Pia de Braganza no apoyó la candidatura del general Humberto Delgado, pero apoyó ampliamente a Delgado después que este se exiliara en Brasil.

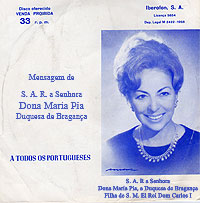
El álbum con los discursos de María Pía de Sajonia-Coburgo Gotha, Duquesa de Braganza, a todos los portugueses.

A partir de entonces, María Pía de Sajonia-Coburgo Gotha comenzó a utilizar el título de duquesa de Braganza. Tuvo el apoyo de una pequeña minoría de monárquicos activistas que se oponían a Salazar. La mayoría de los monárquicos apoyaban a Eduardo Nuño de Braganza, que también utiliza el título de "duque de Braganza" y fue ampliamente reconocido como tal, tanto en Portugal como en toda Europa por otras casas reales. Eduardo Nuño animó los monárquicos en su apoyo a Salazar, con la esperanza de que así podrían venir a restaurar la monarquía en Portugal como Francisco Franco hizo en España, en 1947, para poner a referéndum la ley de sucesión en el jefatura de Estado.

## Muerte
María Pía de Sajonia-Coburgo Braganza murió en Verona, Italia, el 6 de mayo de 1995. Fue sepultada junto a su segundo marido, el general Blais, en el Cementerio Monumental de Verona.

## Rosario Poidimani
Rosario Poidimani (Siracusa, 25 de agosto de 1941) es el  hijo adoptado de María Pía de Sajonia-Coburgo Gotha y Braganza. Es pretendiente al trono portugués por la abdicación de su madre adoptiva. La ceremonia de abdicación se realizó en abril de 1987 en Lisboa y obtuvo un amplio espacio en los medios de comunicación. 
Rosario Poidimani también reclama ser descendiente del emperador Luis III del Sacro Imperio.

## Títulos pretendidos
Durante su vida, Doña María Pía de Braganza reclamó los siguientes títulos nobiliarios:
- Princesa Real de Portugal
- Duquesa de Braganza
- Jefe de la Casa Real de Portugal

Luego de abdicar reservó para sí misma los títulos:
- Duquesa de Beja
- Duquesa de Oporto
- Duquesa de Coímbra
- Condesa de Neiva
- Condesa de Arraiolos
- Condesa de Penafiel
- Gran Maestre de las Órdenes de Caballería